# Antonio de Vozmediano
Antonio de Vozmediano (n. circa 1545) administrador real español, nombrado por el rey Felipe II de España gobernador de la provincia de Yucatán el 13 de octubre de 1585, pero no tomó posesión sino hasta 25 de octubre de 1586, cuando llegó a la ciudad de Mérida con una numerosa familia.

## Datos históricos de su actuación en Yucatán
Antonio de Vozmediano se caracterizó de tener una gestión nepótica en la que él y sus familiares buscaron enriquecerse auto asignándose encomiendas desocupadas. A su hijo mayor, de nombre Álvaro, le dio el cargo de veedor de la Catedral de Yucatán, empezada en 1562, cuya conclusión se había rezagado. Se alió con un Diego de Ordóñez en negocios de explotación del palo de tinte y uno de sus hijos se asoció con un español de nombre García de Perdienes en el negocio de la exportación de la sal.
Tuvo dificultades con los religiosos de la región como resultado de las disputas que se sostuvierno entre el gobierno civil y los clérigos, por los servicios que prestaban los indígenas mayas. La corona española le pidió informes de sus actividades a raíz de las quejas que se recibieron de los franciscanos.
El obispo Gregorio de Montalvo fue después trasladado a Cuzco y el gobernador logró hacer desaparecer el cargo de defensor de los indios destituyendo a Francisco de Palomino, todo lo cual disminuyó la tensión existente entre el gobierno y la iglesia, aunque más tarde Vozmediano tuvo que restablecer el puesto obedeciendo una cédula real.
El gobernador Vozmediano tuvo una iniciativa que fue secundada por la sociedad española en la península que fue establecer el primer convento de monjas en la región y aunque el proyectó cristalizó, él no tuvo oportunidad de ver su propósito realizado, ya que fue sustituido en su cargo el 30 de julio de 1593 por Francisco de Solís Osorio.